# Jakljan
Jakljan (olaszul: Liciniana) egy lakatlan sziget az Adriai-tengerben, Dubrovniktól északnyugatra, Šipantól nyugatra. Az Elafiti-szigetek része.

## Leírása
A Pelješac-félszigettől délkeletre, Olipa és Šipan szigete között fekszik. 5 km hosszú és 1,3 km széles. Legmagasabb pontja a Katine staje (222 m magas). Parthosszúsága 14,6 km. A sziget tagolt északi oldalán számos kis öböl található, ezek előtt fekszenek a Tajan, Crkvina és Kosmeč szigetecskék. A szigetet nagyrészt sűrű növényzet borítja, a fennmaradó részen olajfa és szőlőültetvények találhatók, melyek šipanska lukai lakosok tulajdonában vannak. Ők időszakosan laknak a szigeten. A Szent Izidor bencés apátság romjai a 15. századból származnak. A szigeten van egy elhagyatott gyermeküdülőhely is. 
A sziget közvetlen közelében 2003-ban több kőszarkofágot találtak, amelyeket vélhetően a brači kőfejtőből szállítottak az ősi Salonába. 2014. május 24-én Jakljanban emlékművet avattak fel kétszáztizennégy horvát és német katonának, akiket a második világháború befejezése után a partizánok végeztek ki. A honvédő háború idején a Veliki Jakljan-öbölben volt annak a felfegyverzett hajórajnak legfontosabb támaszpontja, amelyet arra használtak, hogy áttörje Dubrovnik ellenséges blokádját. 

## Fordítás
Ez a szócikk részben vagy egészben  a   Jakljan című horvát Wikipédia-szócikk ezen változatának fordításán alapul.  Az eredeti cikk szerkesztőit annak laptörténete sorolja fel. Ez a jelzés csupán a megfogalmazás eredetét és a szerzői jogokat jelzi, nem szolgál a cikkben szereplő információk forrásmegjelöléseként.